# Route nationale 185
Die N185 war eine französische Nationalstraße, die 1824 zwischen Versailles und Saint-Cloud festgelegt wurde. Ihre Länge betrug 8 Kilometer. 1933 erfolgte die Verlängerung durch den Bois de Boulogne bis zur Stadtgrenze von Paris am Porte Maillot. Dabei wurde sie von ihrer Trasse durch Saint-Cloud zur N187 heruntergenommen (dieser Abschnitt fiel an die neue N307) und über die Gc70 nach Suresnes zur Seinebrücke geführt. Ihre Länge betrug ab da 16,5 Kilometer. 1993 wurde sie abgestuft.